# فیلم‌شناسی مارلون براندو

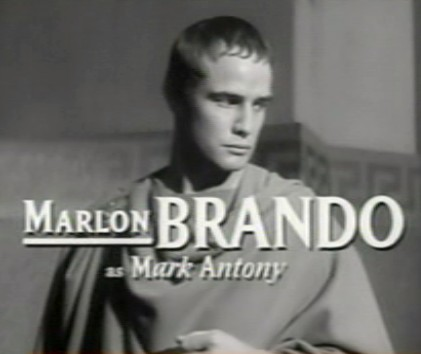
مارلون براندو در فیلم «ژولیوس سزار»

این مقاله فیلم‌شناسی کاملی از مارلون براندو است که یکی از بزرگ‌ترین بازیگران تمام دوران به حساب می‌آید.

## صحنه
| سال  | عنوان                    | نقش             | یادداشت              |
| ---- | ------------------------ | --------------- | -------------------- |
| ۱۹۴۴ | من مادر را به یاد می‌آورم | نلس             | اولین بازی در برادوی |
| ۱۹۴۶ | کافه تروکلین             | سیج مک‌ری        |                      |
| ۱۹۴۶ | یک پرچم متولد می‌شود      | دیوید           |                      |
| ۱۹۴۶ | کاندیدا                  | یوجین ماربانبکس |                      |
| ۱۹۴۶ | آنتیگون                  | مسنجر           |                      |
| ۱۹۴۷ | اتوبوسی به نام هوس       | استنلی کوالسکی  |                      |
| ۱۹۵۳ | مرد و اسلحه              | سرجیوس          |                      |

## فیلم
| سال  | عنوان                 | نقش                 | کارگردان            | یادداشت |
| ---- | --------------------- | ------------------- | ------------------- | --- |
| ۱۹۵۰ | مردان                 | کن                  | فرد زینمان          | |
| ۱۹۵۱ | اتوبوسی به نام هوس    | استنلی کوالسکی      | الیا کازان          | نامزد جایزه اسکار بهترین بازیگر نقش اول مرد، نامزد جایزه حلقه منتقدان فیلم نیویورک برای بهترین بازیگر نقش اول مرد                                                                                                   |
| ۱۹۵۲ | زنده‌باد زاپاتا!       | امیلیانو زاپاتا     | الیا کازان          | جایزه بفتای بهترین بازیگر نقش اول مرد، جایزه بهترین بازیگر مرد جشنواره کن، نامزد جایزه اسکار بهترین بازیگر نقش اول مرد                                                                                              |
| ۱۹۵۳ | ژولیوس سزار           | مارک آنتوان         | جوزف ال. منکیه‌ویچ   | جایزه بفتای بهترین بازیگر نقش اول مرد، نامزد جایزه اسکار بهترین بازیگر نقش اول مرد، |
| ۱۹۵۳ | وحشی                  | جانی استرابلر       | لاسلو بندک          | |
| ۱۹۵۴ | در بارانداز           | تری مالوی           | الیا کازان          | جایزه اسکار بهترین بازیگر نقش اول مرد، جایزه بفتای بهترین بازیگر نقش اول مرد، جایزه گلدن گلوب بهترین بازیگر مرد فیلم درام، جایزه حلقه منتقدان فیلم نیویورک برای بهترین بازیگر نقش اول مرد، نامزد جایزه بامبی        |
| ۱۹۵۴ | دزیره                 | ناپلئون بناپارت     | هنری کاستر          | |
| ۱۹۵۵ | مردها و عروسک‌ها       | اسکای مسترسون       | جوزف ال. منکیه‌ویچ   | |
| ۱۹۵۶ | چای‌خانه ماه اوت       | ساکینی              | دنیل من             | نامزد جایزه گلدن گلوب بهترین بازیگر مرد فیلم موزیکال یا کمدی |
| ۱۹۵۷ | سایونارا              | سرگرد لوید گروور    | جاشوا لوگن          | نامزد جایزه اسکار بهترین بازیگر نقش اول مرد، نامزد جایزه گلدن گلوب بهترین بازیگر مرد فیلم درام، نامزد جایزه حلقه منتقدان فیلم نیویورک برای بهترین بازیگر نقش اول مرد                                                |
| ۱۹۵۸ | شیرهای جوان           | ستوان کرستین دیستل  | ادوارد دمیتریک      | نامزد جایزه بفتای بهترین بازیگر نقش اول مرد |
| ۱۹۶۰ | همیشه در فرار         | والنتین هاویر       | سیدنی لومت          | |
| ۱۹۶۱ | سربازهای یک‌چشم        | ریو                 | مارلون براندو       | همچنین کارگردان |
| ۱۹۶۲ | شورش در بونتی         | ستوان فلچر کریسیتن  | لوئیس مایلستون      | |
| ۱۹۶۳ | آمریکایی زشت          | مک‌وایت سفیر آمریکا  | جرج انگلند          | نامزد جایزه گلدن گلوب بهترین بازیگر مرد فیلم درام |
| ۱۹۶۴ | داستان وقت خواب       | فردی بنسون          | رالف لوی            | |
| ۱۹۶۵ | موریتوری              | رابرت کراین         | برنهارد ویکی        | |
| ۱۹۶۶ | تعقیب                 | کانتر کلدر          | آرتور پن            | |
| ۱۹۶۶ | آپالوزا               | مت فیلچر            | سیدنی جی. فیوری     | |
| ۱۹۶۷ | کنتسی از هنگ کنگ      | آگدن میرز           | چارلی چاپلین        | |
| ۱۹۶۷ | انعکاس در چشمان طلایی | سرگرد ولدان پندرتون | جان هیوستون         | |
| ۱۹۶۸ | آبنبات                | گراندل              | کریستین مارکون      | |
| ۱۹۶۸ | شب روز بعد            | شوفر                | هوبرت کورنفلید      | |
| ۱۹۶۹ | کوئیمادا              | سر ویلیام واکر      | جیلو بونته‌کوروو     | |
| ۱۹۷۱ | شبگردها               | پیتر کوینت          | مایکل وینر          | نامزد جایزه بفتای بهترین بازیگر نقش اول مرد |
| ۱۹۷۲ | پدرخوانده             | ویتو کورلئونه       | فرانسیس فورد کوپولا | جایزه اسکار بهترین بازیگر نقش اول مرد، جایزه گلدن گلوب بهترین بازیگر مرد فیلم درام، نامزد جایزه بفتای بهترین بازیگر نقش اول مرد، نامزد جایزه حلقه منتقدان فیلم نیویورک برای بهترین بازیگر نقش اول مرد               |
| ۱۹۷۲ | آخرین تانگو در پاریس  | پل                  | برناردو برتولوچی    | جایزه حلقه منتقدان فیلم نیویورک برای بهترین بازیگر نقش اول مرد، نامزد جایزه اسکار بهترین بازیگر نقش اول مرد، نامزد جایزه بفتای بهترین بازیگر نقش اول مرد                                                            |
| ۱۹۷۶ | آب‌بندهای میسوری       | رابرت لی کلیتون     | آرتور پن            | |
| ۱۹۷۸ | سوپرمن                | جورل                | ریچارد دانر         | |
| ۱۹۷۸ | رائونی                | راوی                |                     | |
| ۱۹۷۹ | اینک آخرالزمان        | کلنل والتر کولتز    | فرانسیس فورد کوپولا | |
| ۱۹۸۰ | فرمول                 | آدام استیفل         | جان جی. آویلدسن     | نامزد جایزه تمشک طلایی بدترین بازیگر مکمل مرد |
| ۱۹۸۹ | فصل سفید خشک          | یان مک‌کنزی          | یوزان پالسی         | نامزد جایزه اسکار بهترین بازیگر نقش مکمل مرد، نامزد جایزه بفتای بهترین بازیگر نقش مکمل مرد، نامزد جایزه گلدن گلوب بهترین بازیگر نقش مکمل مرد، نامزد جایزه حلقه منتقدان فیلم نیویورک برای بهترین بازیگر نقش مکمل مرد |
| ۱۹۹۰ | تازه‌کار               | کارمین ساباتیتی     | متیو برودریک        | |
| ۱۹۹۲ | کریستف کلمب: اکتشاف   | توماس دی تورکامادا  | جان گلن             | نامزد جایزه تمشک طلایی بدترین بازیگر مکمل مرد |
| ۱۹۹۵ | دون خوان دی‌مارکو      | دکتر جک میلر        | جرمی لون            | |
| ۱۹۹۶ | جزیره دکتر مورو       | دکتر مورو           | جان فرانکن‌هایمر     | جایزه تمشک طلایی بدترین بازیگر مکمل مرد |
| ۱۹۹۷ | شجاع                  | مک‌کارتی             | جانی دپ             | |
| ۱۹۹۸ | پول آزاد              | سرپرست سورنسون      | ایو سیمونو          | |
| ۲۰۰۱ | امتیاز                | مکس                 | فرانک اوز           | |

## تلویزیون
| سال  | عنوان               | نقش              | یادداشت |
| ---- | ------------------- | ---------------- | ------- |
| ۱۹۴۹ | استودیو بازیگران    | دکتر             |         |
| ۱۹۵۰ | بیرون بیا جنگ       | جیمی مارک        |         |
| ۱۹۷۹ | ریشه‌ها: نسل‌های بعدی | جرج لینکلن راکول |         |

## موزیک ویدئو
| سال  | عنوان                  | نقش  |
| ---- | ---------------------- | ---- |
| ۲۰۰۱ | دنیای مرا باشکوه می‌کنی | رئیس |

## بازی ویدئویی
| سال  | عنوان     | صدای نقش      | یادداشت            |
| ---- | --------- | ------------- | ------------------ |
| ۲۰۰۶ | پدرخوانده | ویتو کورلئونه | پس از مرگ منتشر شد |